# DeSoto Firedome

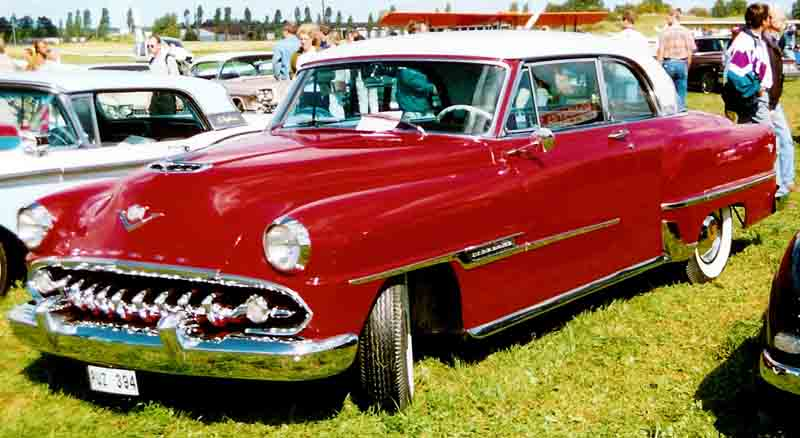
De Soto Firedome (1954)

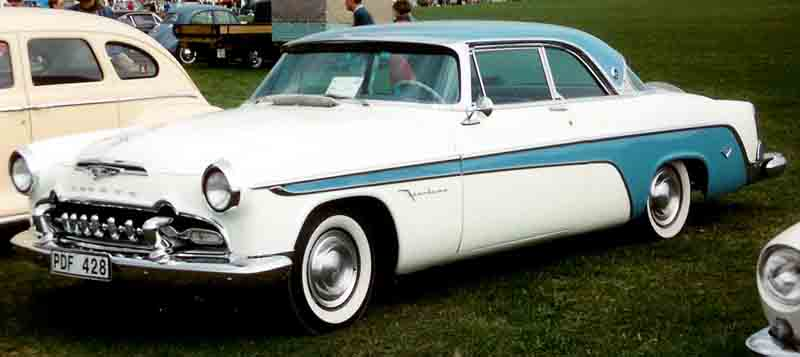
De Soto Firedome (1955)

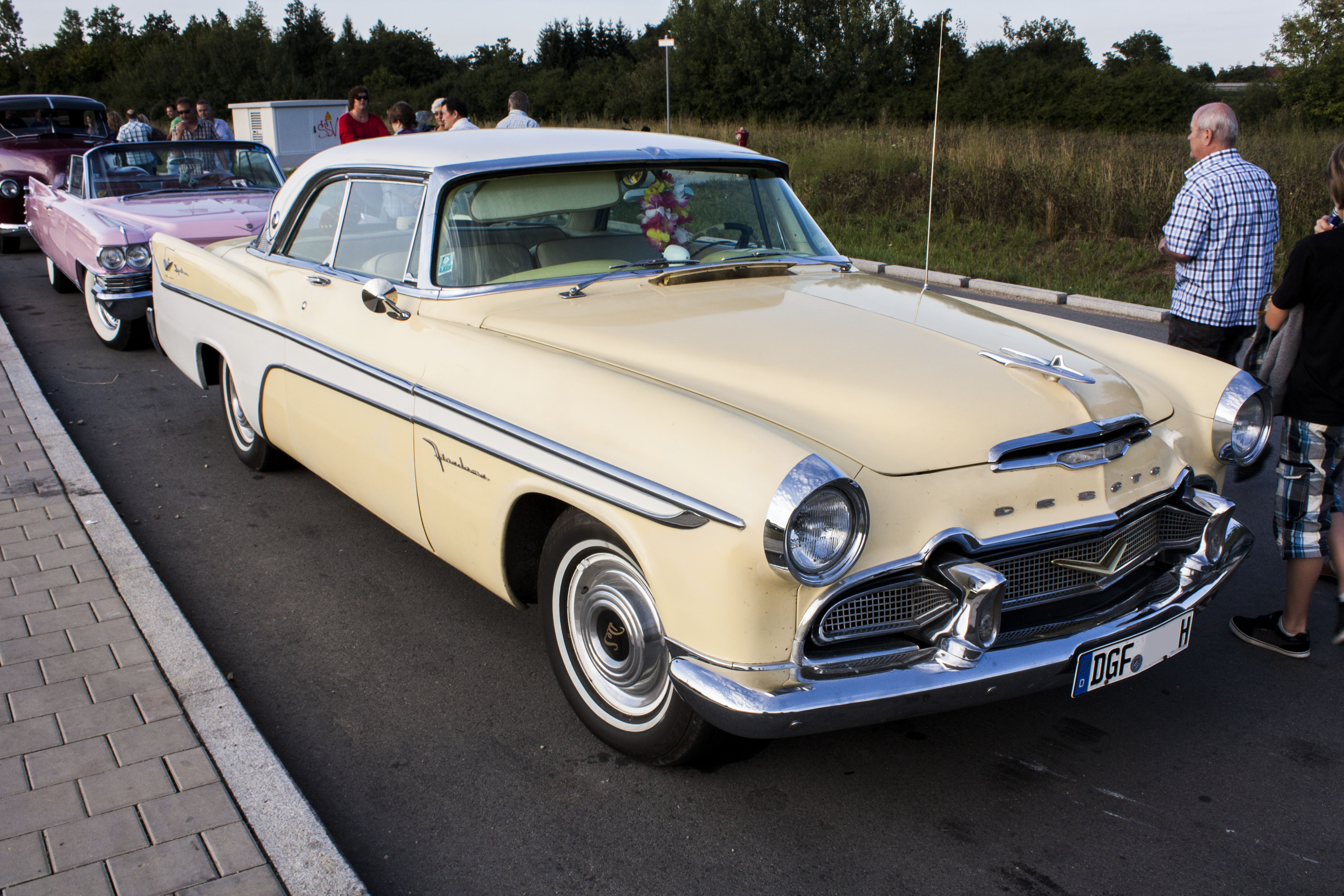
De Soto Firedome (1956)

Der DeSoto Firedome war ein großer PKW, den Chrysler unter der Automarke DeSoto in den Modelljahren 1952 bis 1959 anbot. In den ersten beiden Produktionsjahren stellte der Firedome das Spitzenmodell der Marke dar, 1955 und 1956 fungierte er als preisgünstiges Modell, um in den letzten drei Jahren die mittlere Position zu besetzen.

## 1952–1954: Spitzenmodell
Der Firedome des Modelljahres 1953 wurde kurz vor dem 25. Geburtstag der Marke eingeführt und ersetzte als Topmodell den Custom, der Ende 1952 eingestellt worden war. Die gesamte Modellpalette von DeSoto wurde überarbeitet; die Preisliste für den Firedome begann bei 2740 US-$. Im Modelljahr 1953 entstanden 64.211 Exemplare.
Der Firedome hatte 6 Sitze. Es gab ihn als 4-türige Limousine, 5-türigen Kombi, 2-türiges Coupé und 2-türiges Cabriolet. 
Die Wagen hatten einen V8-Chrysler-Hemi-Motor mit 160 bhp (118 kW) und erreichten eine Höchstgeschwindigkeit von 160 km/h. Das Leergewicht betrug ca. 1700 kg. Der Wagen beschleunigte in 15,5 Sekunden von 0 auf 100 km/h. Zum ersten Mal seit 1931 bot DeSoto einen Wagen mit 8-Zylinder-V-Motor an.

## 1955–1956: Einstiegsmodell
1955 gab DeSoto den Powermaster mit 6-Zylinder-Reihenmotor auf und stellte stattdessen das Spitzenmodell Fireflite her, sodass der Firedome zum Einstiegsmodell wurde. Immer noch war der Firedome kein billiges Auto, denn er hatte einen V8-Motor, viel Ausstattung innen und außen; Dinge, die es beim Powermaster nicht gab. Obwohl ein Automatikgetriebe zur Grundausstattung des Firedome gehörte, wurde er offiziell auch mit manuellem Dreiganggetriebe angeboten, aber nur wenige Exemplare wurden damit ausgeliefert.

## 1957–1959: Mittleres Modell
Die Serie stieg in der Modellpalette wieder auf, als DeSoto 1957 den Dodge-basierten, kleineren Firesweep anbot.
1958 stieg die Motorleistung beim auf Wunsch verfügbaren 5920 cm³-V8 auf über 300 bhp (221 kW). Dieser beschleunigte den Wagen in knapp 8 Sekunden von 0 auf 100 km/h und ließ ihn eine Höchstgeschwindigkeit von 184 km/h erreichen. Dennoch fielen 1958 die Verkaufszahlen auf nur noch 60 % der Vorjahreszahlen, teils aus wirtschaftlichen Gründen, teils wegen Verquickung mit den 1957er-Modellen (nicht verkaufte Restbestände davon wurden 1958 noch abverkauft!).
Um das Interesse der Kunden stärker zu wecken, bot DeSoto das 1959er-Modell des Firedome in 26 Karosseriefarben und 190 Kombinationen verschiedener Zweifarblackierungen an. Aber am Ende dieses Modelljahres musste DeSoto trotzdem um jeden Autoverkauf kämpfen. Obwohl es so viele verschiedene Modelle gab, scheuten sich die Käufer, einen DeSoto anzuschaffen, da Gerüchte kursierten, Chrysler wolle die ganze Marke einstellen.
Mit dem Ende des Modelljahres 1959 endete die Herstellung des Firedome im Oktober desselben Jahres.